# FIBA Diamond Ball 2008
El III FIBA Diamond Ball de 2008 fue un torneo mundial oficial de selecciones nacionales masculinas de baloncesto que se llevó a cabo en Nankín, China del 29 de julio al 1 de agosto de 2008 en el Centro Deportivo Olímpico de Nankín.
Participó una selección nacional de cada una de las zonas de la FIBA, por lo general, las campeonas continentales de cada región, imitando el formato de la Copa Confederaciones del fútbol. Así, llegaron a la competencia Angola por FIBA África, Argentina por FIBA Américas (y por ser el campeón olímpico en 2004), Irán por FIBA Asia, Serbia por FIBA Europa (participó como campeón defensor del torneo anterior), Australia por FIBA Oceanía, y el país sede China. 
Este torneo oficial fue ganado por Argentina que -dirigida por Sergio Santos Hernández- derrotó 95-91 a Australia en la final.

## Árbitros
La FIBA designó 9 árbitros para este torneo, los cuales fueron los siguientes:
| Scott Jason Butler Pablo Alberto Estévez Cristiano Jesus Maranho Lijun Man Maogong Yang | Nikolaos Zavlanos Heros Avanesian Romualdas Brazauskas Ilija Belosevic |

## Formato de competencia
Los 6 equipos son divididos en 2 grupos de 3 equipos donde juegan todos contra todos, para la Ronda Final juegan el 3A vs. 3B para definir el 5.º. Lugar, el 2A vs. 2B para el 3.er. Lugar y el 1A vs. 1B para definir al campeón.

## Equipos participantes
| Angola:Campeón del Campeonato FIBA África 2007 Argentina: Campeón olímpico 2004 y subcampeón del Campeonato FIBA Américas de 2007 Australia: Campeón del Campeonato FIBA Oceanía de 2007 China: País organizador Irán: Campeón del Campeonato FIBA Asia 2007 Serbia: Campeón defensor del torneo en 2004 |

## Ronda Preliminar

### Grupo A
|   | Equipo    | Pts | PG | PP | PF  | PC  | Dif |
| - | --------- | --- | -- | -- | --- | --- | --- |
| 1 | Australia | 4   | 2  | 0  | 148 | 133 | 15  |
| 2 | China     | 3   | 1  | 1  | 138 | 141 | −3  |
| 3 | Angola    | 2   | 0  | 2  | 152 | 164 | −12 |

| 29 de julio, 19:30                    | China                                 | 83-74                                 | Angola                            |  |
| Reporte                               |                                       |                                       |                                   |  |
| Parciales: 20-22, 20-15, 22-15, 21-22 | Parciales: 20-22, 20-15, 22-15, 21-22 | Parciales: 20-22, 20-15, 22-15, 21-22 | Centro Deportivo Olímpico, Nankín |  |

| 30 de julio, 16:00                    | Australia                             | 67-55                                 | China                             |  |
| Reporte                               |                                       |                                       |                                   |  |
| Parciales: 20-16, 18-12, 17-17, 12-10 | Parciales: 20-16, 18-12, 17-17, 12-10 | Parciales: 20-16, 18-12, 17-17, 12-10 | Centro Deportivo Olímpico, Nankín |  |

| 31 de julio, 16:00                    | Angola                                | 78-81                                 | Australia                         |  |
| Reporte                               |                                       |                                       |                                   |  |
| Parciales: 16-17, 19-25, 24-17, 19-22 | Parciales: 16-17, 19-25, 24-17, 19-22 | Parciales: 16-17, 19-25, 24-17, 19-22 | Centro Deportivo Olímpico, Nankín |  |

### Grupo B
|   | Equipo    | Pts | PG | PP | PF  | PC  | Dif |
| - | --------- | --- | -- | -- | --- | --- | --- |
| 1 | Argentina | 4   | 2  | 0  | 156 | 131 | 25  |
| 2 | Irán      | 3   | 1  | 1  | 143 | 151 | −8  |
| 3 | Serbia    | 2   | 0  | 2  | 130 | 147 | −17 |

| 29 de julio, 16:00                    | Argentina                             | 81-71                                 | Irán                              |  |
| Reporte                               |                                       |                                       |                                   |  |
| Parciales: 24-24, 18-11, 20-17, 19-19 | Parciales: 24-24, 18-11, 20-17, 19-19 | Parciales: 24-24, 18-11, 20-17, 19-19 | Centro Deportivo Olímpico, Nankín |  |

| 30 de julio, 19:00                    | Irán                                  | 72-70                                 | Serbia                            |  |
| Reporte                               |                                       |                                       |                                   |  |
| Parciales: 18-19, 17-16, 19-17, 18-18 | Parciales: 18-19, 17-16, 19-17, 18-18 | Parciales: 18-19, 17-16, 19-17, 18-18 | Centro Deportivo Olímpico, Nankín |  |

| 31 de julio, 19:30                   | Serbia                               | 60-75                                | Argentina                         |  |
| Reporte                              |                                      |                                      |                                   |  |
| Parciales: 18-21, 16-14, 9-20, 17-20 | Parciales: 18-21, 16-14, 9-20, 17-20 | Parciales: 18-21, 16-14, 9-20, 17-20 | Centro Deportivo Olímpico, Nankín |  |

## Fase Final
| 1 de agosto, 14:00                   | Angola                               | 62-99                                | Serbia                            |  |
| Reporte                              |                                      |                                      |                                   |  |
| Parciales: 14-24, 19-21, 20-22, 9-32 | Parciales: 14-24, 19-21, 20-22, 9-32 | Parciales: 14-24, 19-21, 20-22, 9-32 | Centro Deportivo Olímpico, Nankín |  |

| 1 de agosto, 16:00                   | China                                | 75-46                                | Irán                              |  |
| Reporte                              |                                      |                                      |                                   |  |
| Parciales: 19-11, 18-10, 16-6, 22-19 | Parciales: 19-11, 18-10, 16-6, 22-19 | Parciales: 19-11, 18-10, 16-6, 22-19 | Centro Deportivo Olímpico, Nankín |  |

### Final
| 1 de agosto, 19:30                    | Australia                             | 91-95                                 | Argentina                         |  |
| Reporte                               |                                       |                                       |                                   |  |
| Parciales: 25-24, 22-11, 22-27, 22-33 | Parciales: 25-24, 22-11, 22-27, 22-33 | Parciales: 25-24, 22-11, 22-27, 22-33 | Centro Deportivo Olímpico, Nankín |  |

## Clasificación Final
|                   | Equipo    | Pts | PG | PP | PF  | PC  | Dif |
| ----------------- | --------- | --- | -- | -- | --- | --- | --- |
| Medalla de oro    | Argentina | 6   | 3  | 0  | 251 | 222 | 29  |
| Medalla de plata  | Australia | 5   | 2  | 1  | 239 | 228 | 11  |
| Medalla de bronce | China     | 5   | 2  | 1  | 213 | 187 | 26  |
| 4                 | Irán      | 4   | 1  | 2  | 189 | 226 | −37 |
| 5                 | Serbia    | 4   | 1  | 2  | 229 | 209 | 20  |
| 6                 | Angola    | 3   | 0  | 3  | 198 | 263 | −65 |

## Plantilla campeona
| |
| Argentina Luis Scola Emanuel Ginóbili Román González Fabricio Oberto Pablo Prigioni Antonio Porta Carlos Delfino Paolo Quinteros Leonardo Gutiérrez Andrés Nocioni Juan Pedro Gutiérrez Federico KammerichsEntrenador: Sergio Hernández |